# Charlie McDowell
Pour les articles homonymes, voir McDowell.
Charlie McDowell, né le 10 juillet 1983 à Los Angeles (États-Unis), est un réalisateur et scénariste américain, surtout connu pour son film The One I Love.

## Biographie
Charlie McDowell naît à Los Angeles de l’acteur britannique Malcolm McDowell et de l'actrice américaine Mary Steenburgen.
En 2006, il obtient son Master of Fine Arts (MFA) en réalisation au AFI Conservatory (en) à Hollywood Hills (Los Angeles).

### Vie privée
En 2007, il fréquente durant quatre mois l'actrice et chanteuse américaine, Haylie Duff. L'année suivante, il fréquente l'actrice et chanteuse Kristin Chenoweth. En septembre 2016, au bout de six ans de vie commune, il se sépare de l'actrice américaine Rooney Mara[réf. nécessaire]. D'octobre 2018 à février 2019, il fréquente l'actrice britannique Emilia Clarke.
Depuis juillet 2019, il est le compagnon de l'actrice américano-britannique Lily Collins. Le 25 septembre 2020, ils annoncent leurs fiançailles ; ils se marient le 4 septembre 2021.

## Filmographie
Sauf indication contraire, les informations mentionnées dans cette section peuvent être confirmées par la base de données cinématographiques IMDb,  présente dans la section « Liens externes ».

### Réalisateur
Cinéma
- 2006 : Bye Bye Benjamin (court métrage)
- 2014 : The One I Love
- 2017 : The Discovery
- 2022 : Contrecoups (Windfall)
- prochainement : Gilded Rage (en pré-production)

Télévision
- 2016 : Silicon Valley (série télévisée) - 2 épisodes
- 2016 : Untitled Sarah Silverman Project (téléfilm)
- 2017 : Dear White People (série télévisée) - 2 épisodes
- 2018 : Legion (série télévisée)
- 2019 : Becoming a God (On Becoming a God in Central Florida) (série télévisée) - 2 épisodes
- 2020 : Tales from the Loop (série télévisée) - 1 épisode
- 2020 : Dispatches from Elsewhere (série télévisée) - 1 épisode

### Producteur
- 2014 : The One I Love de lui-même
- 2019 : Becoming a God (On Becoming a God in Central Florida) (série télévisée) - 10 épisodes
- 2022 : Contrecoups (Windfall) de lui-même

### Scénariste
- 2006 : Bye Bye Benjamin (court métrage) de lui-même
- 2017 : The Discovery de lui-même
- 2022 : Contrecoups (Windfall) de lui-même

### Acteur
- 1997 : 2103: The Deadly Wake de G. Philip Jackson
- 2004 : Becker (série télévisée)
- 2004 : Larry et son nombril (Curb Your Enthusiasm) (série télévisée) - 1 épisode
- 2014 : The One I Love : Madison (voix)